# Meridiano 64 W
O meridiano 64 W é um meridiano que, partindo do Polo Norte, atravessa o Oceano Ártico, América do Norte, Oceano Atlântico, Mar do Caribe, América do Sul, Oceano Antártico, Antártida e chega ao Polo Sul. Forma um círculo máximo com o Meridiano 116 E.
Começando no Polo Norte, o meridiano 64º Oeste tem os seguintes cruzamentos:
| País, território ou mar | Notas |
| ----------------------- | --- |
| Oceano Ártico           | |
| Mar de Lincoln          | |
| Canadá                  | Ilha Ellesmere, Nunavut |
| Estreito de Nares       | |
| Gronelândia             | |
| Baía de Baffin          | |
| Estreito de Davis       | |
| Canadá                  | Ilha Qikiqtarjuaq e Ilha de Baffin, Nunavut |
| Estreito de Davis       | |
| Canadá                  | Ilhas Lemieux, Nunavut |
| Estreito de Davis       | |
| Oceano Atlântico        | Mar do Labrador |
| Canadá                  | Labrador, Terra Nova e Labrador Quebec - cruza a fronteira entre as duas províncias várias vezes                                                                                                  |
| Golfo de São Lourenço   | Estreito de Jacques Cartier |
| Canadá                  | Ilha Anticosti, Quebec |
| Golfo de São Lourenço   | |
| Canadá                  | Ilha do Príncipe Eduardo |
| Golfo de São Lourenço   | Estreito de Northumberland |
| Canadá                  | Nova Brunswick Nova Escócia |
| Oceano Atlântico        | |
| Mar do Caribe           | Passa a oeste da Ilha das Aves - disputada por Dominica e Venezuela |
| Venezuela               | Ilha Margarita e continente |
| Brasil                  | Roraima |
| Venezuela               | |
| Brasil                  | Amazonas Rondônia |
| Bolívia                 | |
| Argentina               | |
| Oceano Atlântico        | Golfo de San Matías |
| Argentina               | Península Valdés |
| Oceano Atlântico        | |
| Argentina               | Ilha dos Estados |
| Oceano Atlântico        | |
| Antártida               | Passa pela Ilha Anvers e Península Antártica, território reivindicado pela Argentina (Antártida Argentina), Chile (Província da Antártida Chilena) e Reino Unido (Território Antártico Britânico) |